# الطريق الأوروبي E49
الطريق الأوروبي E49 هو طريق من شبكة الطرق الأوروبية الدولية. يبدأ في ماغديبورغ بألمانيا، وينتهي في فيينا بالنمسا.